# Jip Kappetein
Jip Kappetein (Heerenveen, 31 augustus 2006) is een voetbalspeelster uit Nederland. Ze speelt als aanvalster voor sc Heerenveen.

## Carrière
Kappetein begon haar carrière bij de Heerenveense Boys. In 2020 stapte ze over naar de jeugdopleiding van Sc Heerenveen. In het seizoen 2022/23 werd ze overgeheveld naar de eerste selectie van de Friezinnen.
Op 21 oktober 2022 maakte Kappetein haar debuut voor Sc Heerenveen in de Vrouwen Eredivisie in een uitwedstrijd tegen Telstar door in de 84ste minuut in te vallen voor Jet van Beijeren.
In een KNVB Beker wedstrijd tegen RKSV De Tukkers uit Albergen op 25 februari 2023 wist Kappetein haar eerste doelpunt voor Sc Heerenveen te maken.

## Statistieken
| Seizoen    | Club          | Land      | Competitie | Wedstrijden | Doelpunten |
| ---------- | ------------- | --------- | ---------- | ----------- | ---------- |
| 2022-heden | Sc Heerenveen | Nederland | Eredivisie | 5           | 0          |
| Totaal     | Totaal        | Totaal    | Totaal     | 5           | 0          |

Laatste update: 4 januari 2024